# Hvis Lyset Tar Oss
Hvis Lyset Tar Oss (norueguês para "Se A Luz nos Levar") é o terceiro álbum de estúdio do projeto solo norueguês de black metal Burzum. Foi gravado em setembro de 1992, mas não lançado até abril de 1994, sendo lançado pela Misanthropy Records e pela própria gravadora de Vikernes, Cymophane Productions. 

## Contexto

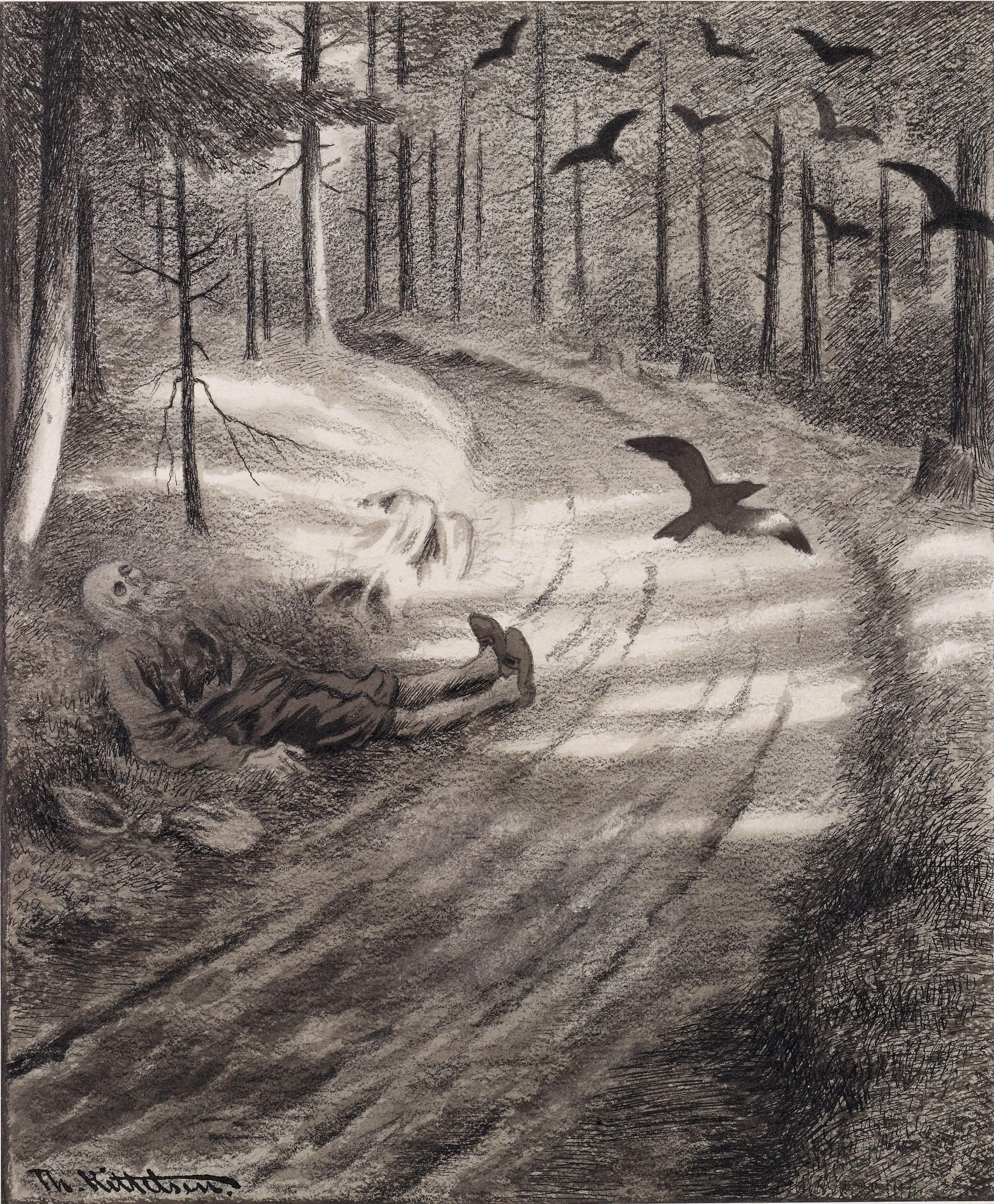
Fattigmannen (O Mendigo) - Theodor Kittelsen

Varg Vikernes gravou os primeiros quatro álbuns do Burzum entre janeiro de 1992 e março de 1993 no Grieghallen em Bergen. Porém, os lançamentos foram espaçados, com muitos meses entre a gravação e o lançamento de cada álbum. Durante esse tempo, Vikernes se tornou parte da cena black metal norueguesa e fez amizade com o guitarrista do Mayhem, Euronymous. Os dois desenvolveram uma rivalidade que culminou com Vikernes esfaqueando Euronymous até a morte em seu prédio em Oslo em agosto de 1993. Vikernes foi preso alguns dias depois e, em maio de 1994, foi condenado a 21 anos (a pena máxima na Noruega) de prisão por assassinato e vários incêndios criminosos em igrejas.
A capa do álbum apresenta um desenho do artista do século 19 Theodor Kittelsen chamado Fattigmannen (O Mendigo). Vikernes dedicou o álbum a Fenriz da banda norueguesa de black metal Darkthrone e Demonaz da banda norueguesa de black metal Immortal; no entanto, em uma entrevista em 2010, ele lamentou a dedicação ao Demonaz e afirmou que Demonaz era "um rato como nenhum outro".   Cópias promocionais enviadas para fanzines incluíam a música "Et hvitt lys over skogen" (norueguês para "Uma Luz Branca Sobre A Floresta") em vez de "Tomhet". "Et hvitt lys over skogen" apareceu mais tarde no álbum de compilação de 1998 Presumed Guilty.
De acordo com Vikernes, Hvis Lyset Tar Oss é um álbum conceitual, sobre:

[...] o que já foi, antes que a luz nos levasse e nós cavalgássemos para o castelo do sonho. No vazio. É algo como: cuidado com a luz cristã, ela te levará para a degeneração e o nada . O que os outros chamam de luz eu chamo de escuridão. Busque a escuridão e o inferno e você não encontrará nada além de evolução.

## Recepção
Kelefa Sanneh escreveu, "começa com três longas e borradas canções midtempo, com guitarra rudimentar e vocais que soam como gritos vindos do corredor; o clima é sombrio, mas também bastante melancólico, especialmente durante a quarta e última faixa, uma atmosfera peça de teclado que dura catorze minutos." 
| Críticas profissionais | Críticas profissionais |
| Avaliações da crítica  | Avaliações da crítica  |
| Fonte                  | Avaliação              |
| ---------------------- | ---------------------- |
| AllMusic               | [ 7 ]                  |
| Sputnikmusic           | [ 8 ]                  |

## Lista de Faixas
Todas as faixas escritas e compostas por Varg Vikernes. 
| N.º            | Título                       | Duração |  |
| 1.             | "Det som en gang var"        | 14:21   |  |
| 2.             | "Hvis lyset tar oss"         | 8:04    |  |
| 3.             | "Inn i slottet fra droemmen" | 7:51    |  |
| 4.             | "Tomhet"                     | 14:11   |  |
| Duração total: | Duração total:               | 44:27   |  |

## Ficha Técnica
- Varg Vikernes – vocal, guitarra, teclado, sintetizador, bateria, baixo, produção
- Pytten – produção